# Composé phénolique du café

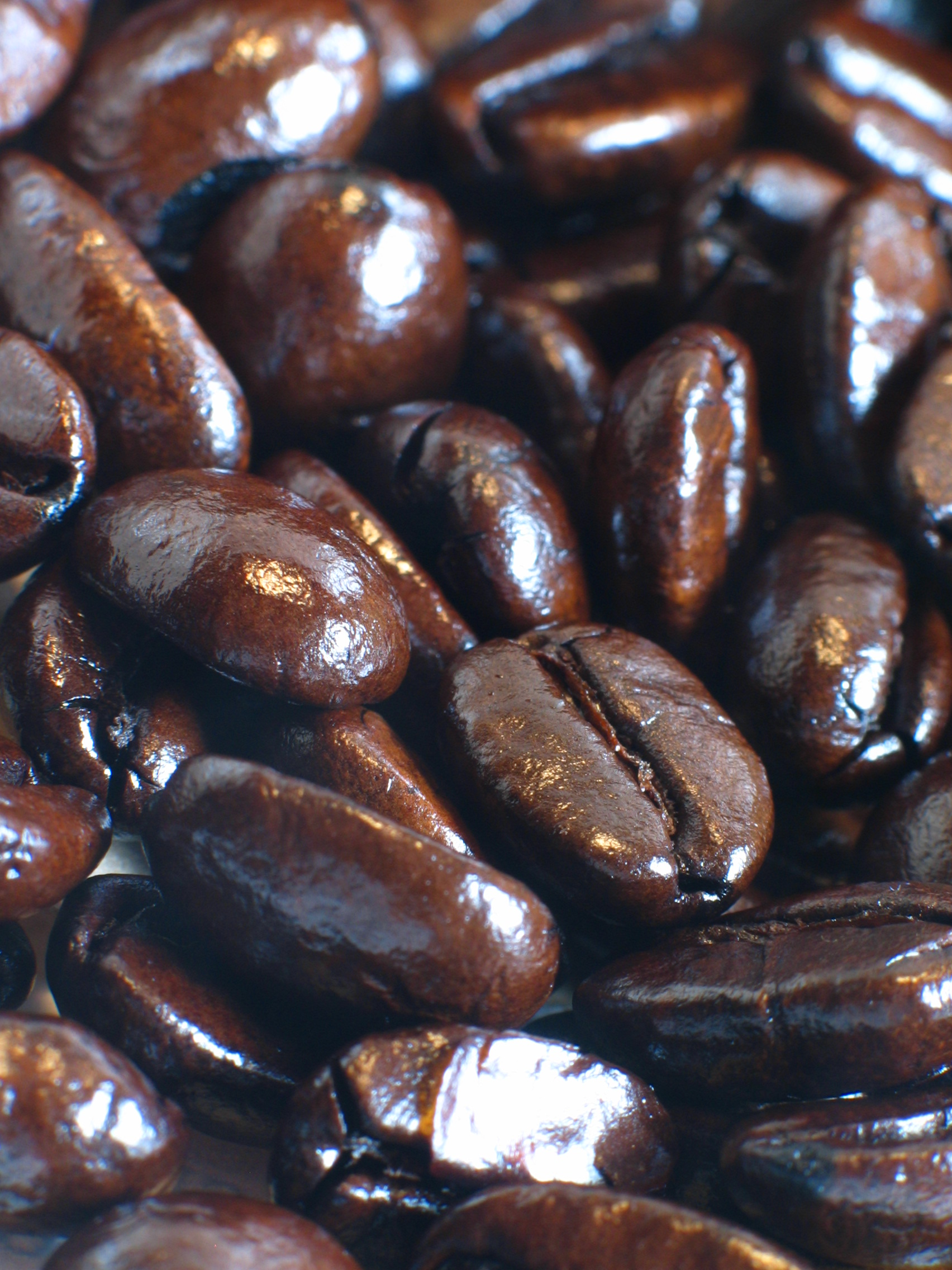
Grains de café

Les principaux composés phénoliques du café sont des acides chlorogéniques (ACG) : ce sont des esters des acides trans-cinnamiques (acide caféique, férulique et p-coumarique) avec l'acide (-)-quinique. 
Ils jouent un rôle important dans la qualité des cafés et dans la formation de leurs saveurs. De plus ils font du café, une des boissons ayant la plus grande activité antioxydante, avec le vin rouge et le jus de myrtille.

Au début des années 2000, plus d'une quarantaine d'acides chlorogéniques avaient été identifiés dans le café vert (Clifford et al 2006). On peut les classer en cinq groupes principaux :

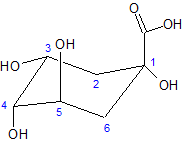
acide quinique

- les acides caféylquiniques : 3-ACQ, 4-ACQ, 5-ACQ (liaison ester en position 3, 4 ou 5 de l'acide quinique)
- les acides dicaféylquiniques : 3,4-AdiCQ, 3,5-AdiCq, 4,5-AdiCQ
- les acides férulylquiniques : 3-AFQ, 4-AFQ, 5-AFQ
- les acides p-coumarylquiniques : 3-ACoQ, 4-ACoQ, 5-ACoQ
- les acides caféylférulylquiniques

Comme pour toutes les plantes alimentaires, les teneurs en composés sont extrêmement variables suivant l'espèce cultivée (arabica / robusta), le cultivar, le niveau de maturation, le lieu, l'année, la technique culturale etc.
D'après l'analyse d'un café C. arabica cv. Catuai vermelho donné dans le tableau ci-dessous (Perrone et al. 2008), on voit que les acides caféylquiniques sont prépondérants (86 %) dans l'ensemble des acides chlorogéniques et que l'acide 5-caféylquinique 5-ACQ représente à lui seul 61 % du total (des grains verts c'est-à-dire mûrs mais non torréfiés).
Les cafés robusta sont plus riches en acides chlorogéniques que les arabica. D'après la même analyse de Perrone et al., les grains verts d'arabica contenait un total de 5,5 g/100 g de MS (5,5 %) d'acides chlorogéniques alors que leur analyse d'un robusta C. canephora cv. conillon en donnait 8,6 %.
Au cours de la torréfaction, une grande partie des acides chlorogéniques disparaissent : une partie donne des lactones (formées sur les molécules d'acide quinique), une partie est hydrolysée et dégradée en composés de poids moléculaire plus faible. Plus le temps de torréfaction est long, la température élevée et la perte de poids élevée, plus les dégradations sont importantes. Une torréfaction courte (8 min à 170 °C), fait disparaître un quart des acides chlorogéniques et donne un café acide et léger. Une torréfaction plus longue (15 min à 200 °C), fait disparaître 94 % des acides chlorogéniques et donne un café corsé et amer (voir le tableau ci-dessous où les analyses ont été faites sur des échantillons identiques au départ)
| Les composés phénoliques des grains de café C. arabica cv. Catuai vermelho d'après Perrone et al. 2008 |                            |                                                      |                                                       |
| ac. quinique + caféyl / férulyl / p-coumaryl                                                           |                            |                                                      |                                                       |
| Composé phénolique ACG                                                                                 | grains verts en mg/100g MS | grains torréfiés durant 8 min à 170 °C en mg/100g MS | grains torréfiés durant 15 min à 200 °C en mg/100g MS |
| Acides caféylquiniques ACQ                                                                             |                            |                                                      |                                                       |
| 3-ACQ                                                                                                  | 618                        | 807                                                  | 70                                                    |
| 4-ACQ                                                                                                  | 771                        | 971                                                  | 82                                                    |
| 5-ACQ                                                                                                  | 3358                       | 1905                                                 | 119                                                   |
| Total ACQ                                                                                              | 4747                       | 3683 (- 22 %)                                        | 271 (- 94 %)                                          |
| Acides dicaféylquiniques AdiCQ                                                                         |                            |                                                      |                                                       |
| 3,4-AdiCQ                                                                                              | 190                        | 94                                                   | nd                                                    |
| 3,5-AdiCQ                                                                                              | 157                        | 70                                                   | 1                                                     |
| 4,5-AdiCQ                                                                                              | 165                        | 102                                                  | 5                                                     |
| Total AdiCQ                                                                                            | 512                        | 266 (- 48 %)                                         | 6 (- 99 %)                                            |
| Acides férulylquinique AFQ                                                                             |                            |                                                      |                                                       |
| 3-AFQ                                                                                                  | 7                          | 17                                                   | nd                                                    |
| 4-AFQ                                                                                                  | 26                         | 38                                                   | 7                                                     |
| 5-AFQ                                                                                                  | 161                        | 139                                                  | 18                                                    |
| Total AFQ                                                                                              | 194                        | 194 (0 %)                                            | 25 (- 87 %)                                           |
| Acides p-coumarylquinique APQ                                                                          |                            |                                                      |                                                       |
| 3-APQ                                                                                                  | 10                         | 9                                                    | nd                                                    |
| 4-APQ                                                                                                  | 6                          | 10                                                   | nd                                                    |
| 5-APQ                                                                                                  | 39                         | 39                                                   | 3                                                     |
| Total APQ                                                                                              | 55                         | 58 (+ 5 %)                                           | 3 (- 95 %)                                            |
| Acides caféylférulylquinique ACFQ                                                                      |                            |                                                      |                                                       |
| CFQA                                                                                                   | 13                         | 5                                                    | 0.3                                                   |
| Total                                                                                                  | 5521                       | 4206 (- 24 %)                                        | 305.3 (- 94 %)                                        |

Les hautes températures de torréfaction brisent les liaisons covalentes et produisent des isomérisations et des lactonisations. La lactonisation de l'acide quinique se fait par création d'une liaison ester entre l'hydroxyle 5 et le groupe carboxyle en 1.

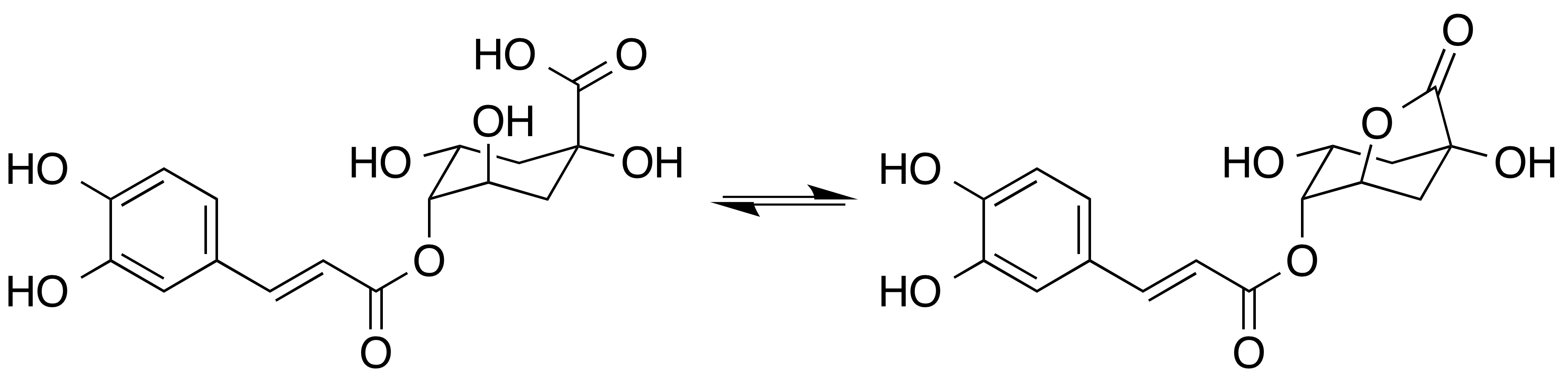
Formation de 4-caféylquinide (ou 4-caféylquinique-1,5-lactone) à partir de l'acide 4-caféylquinique

La quantité de quinolactones produites croît pendant les 12 premières minutes de torréfaction (jusqu'à une perte de 14 % du poids) puis décroît rapidement.
| Les lactones des acides chlorogéniques des grains de café C. arabica cv. Catuai vermelho torréfiés (d'après Perrone et al 2008) |            |            |                                                      |                                                       |
| 1,5-lactone |            |            |                                                      |                                                       |
| Lactones | R3         | R4         | grains torréfiés durant 8 min à 170 °C en mg/100g MS | grains torréfiés durant 15 min à 200 °C en mg/100g MS |
| 3-caféyl-1,5-quinide | caféyl     | H          | 164                                                  | 48                                                    |
| 4-caféyl-1,5-quinide | H          | caféyl     | 110                                                  | 27                                                    |
| 3-férulyl-1,5-quinide | férulyl    | H          | 21                                                   | 15                                                    |
| 4-férulyl-1,5-quinide | H          | férulyl    | 19                                                   | 11                                                    |
| 3-p-coumaryl-1,5-quinide | p-coumaryl | H          | 3                                                    | 2                                                     |
| 4-coumaryl-1,5-quinide | H          | p-coumaryl | 2                                                    | 3                                                     |
| 3,4-dicaféyl-1,5-quinide | caféyl     | caféyl     | 12                                                   | 3                                                     |

Les acides chlorogéniques sont des composés phénoliques intéressants sur le plan pharmacologique pour leur activité antioxydante mais qui confèrent une certaine acidité et astringence à la boisson. Il a été observé que les cafés ayant la teneur la plus élevée en acides chlorogéniques sont aussi ceux de plus basse qualité. Les acides chlorogéniques sont nécessaires pour le développement des arômes mais il y aurait un seuil au-dessus duquel la qualité baisse inexorablement.
L'extraction des acides chlorogéniques lors de la fabrication de la boisson dépend de la finesse de mouture, de la proportion de café et d'eau, de la température de l'eau. Le plus fort taux d'extraction se fait les deux premières minutes à 93 °C.